# Johann von Staupitz
Johann von Staupitz (ur. 1465 w Motterwitz; zm. 28 grudnia 1524 w klasztorze św. Piotra w Salzburgu) – teolog, przyjaciel i ojciec duchowy Marcina Lutra. Jego święto w kalendarzu luterańskim przypada na 8 listopada.

## Życiorys
Staupitz urodził się w mieście Motterwitz. Do zakonu wstąpił w 1485. W 1500 został doktorem teologii, a w 1503 – dziekanem Wydziału Teologii na Uniwersytecie w Wittenberdze. To właśnie w tym mieście spotkał Marcina Lutra, który wyznał mu swój strach czy wręcz paniczną bojaźń przed Jezusem. Staupitz pomógł młodemu mnichowi i skierował go w stronę nauki, naprowadzając na drogę duchowego spokoju.
Staupitz pisał teologiczne książki o tematyce predestynacji, wiary i miłości. W 1559 papież Paweł IV zamieścił owe publikacje na Indeksie ksiąg zakazanych.